# Nemeskeresztúr
Nemeskeresztúr è un comune dell'Ungheria di 307 abitanti (dati 2001). È situato nella contea di Vas.